# Павлов, Александр Фёдорович (художник)
Александр Фёдорович Павлов ( укр. Павлов Олександр Федорович; род 22 мая 1939 года, Киев) — украинский художник (архаист-новатор), писатель, архитектор по образованию, спортсмен. Мастер нефигуративного искусства.

## Биография
Окончил Киевский инженерно-строительный институт (архитектурный факультет). Защитил кандидатскую диссертацию. Профессиональный художник с 1965 г. С 1965 г. становится кандидат архитектуры. Член Союза архитекторов Украины (1978 г.), Союза художников Украины (1989 г.).
- 1981—1991 гг. работал в системе художественного фонда СССР.

- с 1992 года — свободный художник.

Начиная с 1968 года провел 20 персональных и 28 групповых выставок на Украине, в России, Германии, Франции, Люксембурге, Индии, Англии, Финляндии.
Находит основания для его формалистических концепций в самом ярком достижении мирового абстрактного искусства, и особенно в эстетике абстрактного экспрессионизма-неоэкспрессионизма. На последних выставках экспонировалось значительное количество фигуративных полотен.
- А.Павлов о спорте: — «Как система совершенствования жизни, характера, закалка воли — прекрасно. В детстве я занимался теннисом, в юности боксом, борьбой, штангой. Позже увлекся культуризмом. Последние сорок лет исповедую боевые искусства, йогу, цигун».

## Персональные выставки
2016 — Национальный музей Грузии , Грузия , Тбилиси
2015 — артцентр М-17
2011 — Галерея «Триптих»
2010 — Музей современного искусства, Киев, Глубочица 17
2009 — Национальный Союз Художников Украины
2009 — Ann Gallery, Киев
2009 — Национальный Союз Художников Украины
2007 — Taidetendas, etelasiven galleria, 2 krs, Porvoo, Finland
2005 — Центр современного искусства «Совиарт»
2005 — Национальный музей Украины
2004 — Центр современного искусства «Совиарт»
2003 — Украинский дом
2002 — Музей-мастерская И. П. Кавалеридзе.
2001 — «Кольори», Киев
2000 — «Триптих» Галерея, " Украинский Дом ", Киев
1999 — Украинский Национальный музей
1999 — Галерея Киевского Союза Художников «Мистець»
1998 — «Украинский Дом»
1996 — Галерея Киевского Союза Художников
1992 — Галерея Католической Академии, Фрайбург, Германия
1989 — Музей истории города Киева, Киев
1986 — Галерея Союза художников Грузии, Тбилиси, Грузия
1985 — Галерея Вильнюсского Здания муниципалитета, Вильнюса, Литва
1984 — Дом Кино, Союз Кинематографистов, Тбилиси, Грузия
1983, 1980, 1978 — Галерея Украинского союза архитекторов, Киев

## Групповые выставки
2008 — Музей современного искусства, Киев (на Братской)
1998 — «Выражение» Фестиваль «Egentifite», Марсель, Франция
1997 — "Украинское искусство 20-го столетия " выставка, " Украинский Дом ", Киев
1997 — «Труханов остров» выставка, «Лавра» Галерея, Киев
1997 — Выставка нефигуративного искусства, Музей -мастерская И. П. Кавалеридзе, Киев
1996 — «Korenterpoint в Искусстве. „Музыка в красках“, Украинский Национальный Музей, Киев
1994 — „Шестьдесят из шестидесятых“ выставка, Галерея Союза художников, Киев
— „Искусство свободной Украины“ выставка БИ-БИ-СИ, Лондон, Англия
1991 — Выставка в Калькутте, Нью — Дели, Мадрас
1975 — Галерея в зале нового кино, Киев.

## О художнике
- А. Ф. Павлов много ездит и бродит по стране. И какие бы мотивы не появлялись на его холстах — старые районы Киева, предгорья Карпат, природа Дагестана, горы Грузии, долины Армении, раздолья Подмосковья, жаркие пески и яркие ковры растительности Средней Азии — доминирующей нотой в его творчестве всегда звучит страстное жизнелюбие, неутолимая жажда новых впечатлений, восхищение разнообразием мира, его явлений и форм, царящим в нём буйством цвета, водоворотом чувств, страстей, характеров, жизненных и природных контрастов, стремительной сменой картин действительности. Принципиально те же задачи ставит перед собой художник в своем портретном творчестве» — Искусствовед Фогель 3.В.

- «В современном авангардизме, очень разнородном и разнохарактерном, нередко стирается различие между искусством как таковым и областью психологического экспериментирования. А. Ф. Павлов в своих бурно-цветисты полотнах отдаёт предпочтение собственно живописным методам и средствам выражения- экспрессии цвета, романтике колорита. Пhообразованию он архитектор, но его живопись менее рационалистична, скорее она является протестующей реакцией на вне эмоциональность и стандартность нашей архитектурной среды. Наиболее заслуживают внимания, на мой взгляд, его портреты, — в них чувствуется живой интерес к человеческой личности способность дать лаконичную экспрессивную характеристику» — Нина Дмитриева, искусствовед
- "Его манера общения удивительно напоминает его живопись: те же много цветье и ассоциативность, огромное количество мелких деталей и разнометье… «Картины перед смертью надо сжигать». — Газета " Сегодня
- «…Полотна метра вітчизняного абстракціонізму Олександра Павлова уособлення абсолютної свободи». — Олександр Ляпін